# Chiesa di Santa Margherita (Budrio)
La chiesa di Santa Margherita Vergine e Martire è la parrocchiale di Armarolo, frazione di Budrio, in città metropolitana ed arcidiocesi di Bologna: fa parte del vicariato di Budrio-Castel San Pietro Terme.

## Storia
La prima citazione di una chiesa ad Armarolo risale al 1300. Da un documento del 1565 s'apprende che la chiesa versava in pessime condizioni; da un altro documento datato 1572 è testimoniato il fatto che l'edificio era stato, nel frattempo, restaurato. Nello stesso periodo fu costruita anche la canonica. Nel 1720 la chiesa venne praticamente rifatta per volere dell'allora parroco don Paolo Filicori; tra il 1811 ed il 1845 la parrocchiale subì alcune trasformazioni, comme l'innalzamento del tetto della cappella maggiore. Nel 1931 fu aperta una finestra sulla facciata, tra il 1934 ed il 1935 eretta la torre campanaria e, nel 1942, collocato il nuovo altare maggiore, donato da monsignor Angelo Cataldi. Infine, nel 1967 venne alla luce un antico affresco posto nel presbiterio.